# The Kylie Collection
The Kylie Collection je prvi kompilacijski album australske pop pjevačice Kylie Minogue. Objavljen je u izdanju diskografske kuće Mushroom Records 1988. godine u Australiji i Novom Zelandu. Na albumu su pjesme s Minogueinog debitantskog albuma kao i remiksi njenih popularnih singl izdanja.   Objavljen je na VHS-u samo u Australiji 1988. godine.

## Popis pjesama
| Br. | Skladba                                                             | Trajanje |
| --- | ------------------------------------------------------------------- | -------- |
| 1.  | »I Should Be So Lucky«                                              | 3:24     |
| 2.  | »The Loco-Motion«                                                   | 3:14     |
| 3.  | »Je Ne Sais Pas Pourquoi«                                           | 3:51     |
| 4.  | »It's No Secret«                                                    | 3:55     |
| 5.  | »Got to Be Certain«                                                 | 3:17     |
| 6.  | »Turn It Into Love«                                                 | 3:36     |
| 7.  | »I Miss You«                                                        | 3:15     |
| 8.  | »I'll Still Be Loving You«                                          | 3:45     |
| 9.  | »Look My Way«                                                       | 3:35     |
| 10. | »Love at First Sight«                                               | 3:09     |
| 11. | »I Should Be So Lucky« ((Extended mix))                             | 6:08     |
| 12. | »The Loco-Motion« ((Kohaku Mix))                                    | 5:59     |
| 13. | »Je Ne Sais Pas Pourquoi« ((Moi Non Plus Mix))                      | 5:55     |
| 14. | »Got to Be Certain« (Extended)                                      | 6:37     |
| 15. | »Made in Heaven« (Maid In Australia Mix (aka: Maid In England Mix)) | 6:20     |

## Popis pjesama (VHS izdanje)
1. "I Should Be So Lucky" (Video)
2. "Got to Be Certain" (Video)
3. "The Loco-Motion" (Video)
4. "Je Ne Sais Pas Pourquoi" (Video)
5. "It's No Secret" (Video)
6. "Made in Heaven" (Video)

## Formati
Ovo su glavni formati izdanja The Kylie Collection.
| Format              | Država     | Cat. no. | Datum izdanja |
| ------------------- | ---------- | -------- | ------------- |
| Kaseta album        | Australija | TVC93277 | 1988.         |
| Dupli vinilni album | Australija | TVL93277 | 1988.         |

Nikad nije napravljeno CD izdanje ali testni dizajn za CD je napravljen od Mushrooma. Zbog njihovih ograničenja moguće je izdati album u samo 3 formata tako da je Mushroom odlučio izdati dupli LP set, kasetu i video kolekcije i zato je CD izdavanje u CD formatu otkazano.